# Патријарашки егзархат Африке
Патријарашки егзархат Африке (рус. Патриарший экзархат Африки, енгл. Patriarchal Exarchate of Africa, фр. l'Exarchat patriarcal d'Afrique) органски је дио Руске православне цркве.
Закључно са фебруаром 2025. године, егзархат броји око 350 парохија које делују у 32 земље афричког континента. У клиру Егзархата служи више од 250 свештеника, од којих је више од 100 у Кенији.

## Историја
Као одговор на признање 8. новембра 2019. године од стране Патријарха Александријског Теодора II Православне Цркве Украјине (ПЦУ), Свети синод Руске православне цркве је 26. децембра 2019. одлучио, између осталог, да се повуче „парохије Руске православне цркве које се налазе на афричком континенту“ из јурисдикције Александријске патријаршије и дају им ставропигијални статус, трансформишу представништво Патријарха московског и целе Русије под патријархом Александријским у парохију Руске православне цркве у Каиро.
Патријарашки егзархат Африке је образован одлуком Светог синода Руске православне цркве од 29. децембра 2021. након што су дотадашња 102 свештеника Александријске патријаршије примљена под јурисдикцију Московског патријархата.
Патријарашки егзархат Африке има укупно 2 епархије (Сјеверноафричку и Јужноафричку). Дотадашње ставропигијалне парохије у Египту, Тунису и Мароку су ушле у састав Сјеверноафричке епархије, а ставропигијална парохија у Јужноафричкој Републици у састав Јужноафричке епархије. Сједиште егзархата се налази у Каиру.